# Систем (филм)
Систем је српски филм из 2018. године у режији и по сценарију Момчила Прерадовића.
Филм је имао своју премијеру 7. јула 2018. године на СОФЕСТ-у.
Филм је сниман 2011. године на више од тридесет локација, 34 дана са 36 глумаца, без помоћи државних фондова.

## Радња
Два најбоља пријатеља са Дорћола, Семестар и Квартал, поред свакодневног дангубљења са пријатељима из краја, покушавају да пронађу начин како да брзо и лако дођу до новца који би им променио живот из корена. Семестар је студент филозофије који добро познаје рачунаре, и тако стицајем околности са Кварталом улази у један облик мултилевела, убрзо почињу да смишљају начин да преваром преваре преваранта и да цео систем преокрену у своју корист. Јурећи за њим, пролазе кроз низ чудних ситуација, окружени бизарним и необичним људима.

## Улоге
| Глумац                           | Улога               |
| -------------------------------- | ------------------- |
| Милан Вељковић                   | Семестар            |
| Милош Влалукин                   | Квартал             |
| Ненад Ненадовић                  | Ђилан Туговић       |
| Небојша Љубишић                  | Милорад Маказеновић |
| Дарко Станојевић                 | Воркапић            |
| Слободан Павелкић                | Мутави              |
| Драган Вујић                     | Дорћолац            |
| Александар Кањевац               | Малер               |
| Петар Краљ (постхумно)           | Оклагија            |
| Тихомир Станић                   | Власник BMW-a       |
| Тијана Кондић                    | Невена              |
| Нада Мацанковић                  | Сандра              |
| Јелена Хелц                      | Ксенија             |
| Драгица Ристановић               | Комшиница           |
| Драгомир Чумић (постхумно)       | професор Вигњевић   |
| Фуад Табучић                     | доктор              |
| Бранко Бојовић                   | Инспектор           |
| Милан Марић Шваба                | Ранко               |
| Ненад Беквалац                   | Доктор              |
| Владимир Алексић                 | бармен              |
| Радосав Марјановић               | радник у сервису    |
| Бојан Јовичић                    | радник у сервису    |
| Срећко Митровић                  | Ђорђе               |
| Милорад Мандић Манда (постхумно) | доктор Петричевић   |
| Срђан Силбашки                   | Полицајац 1         |
| Никола Жарковић                  | Полицајац 2         |